# 8249 Gershwin
A 8249 Gershwin (ideiglenes jelöléssel 1980 GG) a Naprendszer kisbolygóövében található aszteroida. Antonín Mrkos fedezte fel 1980. április 13-án.
Nevét George Gershwin (1898–1937) amerikai zeneszerző, zongorista után kapta.